# M-84 NORA-A
M84 NORA-A je vlečna top-havbica kalibra 152 mm, ki jo je v začetku osemdesetih let 20. stoletja začel razvijati Vojno-tehniški inštitut za potrebe Jugoslovanske ljudske armade.
Noro so začeli snovati po načrtih za ruski vlečni top D-20, le da so havbici cev podaljšali na dolžino 39 kalibrov. Za novo orožje je bila razvita tudi nova vrsta granat kalibra 152 mm, kljub temu pa je lahko Nora uporabljala tudi strelivo ruskega topa D-20. Maksimalni domet standardnih rušilnih granat je 23.990 m, granata M84 z vgrajenim plinskim generatorjem pa ima domet okoli 28.000 m. Na konec cevi je nameščena dvoprekatna plinska zavora, ki skupaj s hidravlično zavoro skrbi za zmanjšanje odsuna orožja in posledično hitrejše ognjeno delovanje. 
Model A je uporabljal ročni ležeč drsni zaklep, izdelali pa so tudi nekaj različic havbice s polavtomatskim vertikalno klinastim zaklepom (verzija B1) ter različico s polavtomatskim polnilcem (verzija B2). 
Lafeta Nore je podobna tisti z ruskega topa D-20. Oporo in niveliranje cevi nudita Nori dva kraka in hidravlična dvigala, kar nudi tej havbici veliko polje delovanja.
Top-havbico Nora vleče tovornjak FAP 2026 s pogonom 6x6, sama havbica pa ima kolesa velikosti 12x20. Kasneje so razvili tudi prototipno samovozno različico Nora-B, havbico nameščeno na podvozje tovornjaka ter samovozno različico Nora-C. Nobeden od prototipov ni prišel v serijsko proizvodnjo.